# 山下祐介
山下 祐介（やました ゆうすけ、1969年2月14日 - ）は、日本の社会学者。東京都立大学教授。専攻は都市社会学、地域社会学、環境社会学。

## 経歴・人物
富山県富山市出身。九州大学大学院文学研究科社会学専攻博士課程中退。同大助手、弘前大学准教授などを経て、2018年より東京都立大学人文社会学部人間社会学科社会学教室・大学院人文科学研究科社会行動学専攻社会学分野教授。

## 著書

### 単著
- 『限界集落の真実 過疎の村は消えるか？』筑摩書房・ちくま新書、2012年
- 『東北発の震災論 周辺から広域システムを考える』ちくま新書、2013年
- 『地方消滅の罠 増田レポートと人口減少社会の正体』ちくま新書、2014年
- 『「布嘉」佐々木家を紡いだ人たち』青函文化経済研究所、2016年
- 『リスク・コミュニティ論 環境社会史序説』弘文堂、2008年
- 『「復興」が奪う地域の未来――東日本大震災・原発事故の検証と提言』岩波書店、2017年
- 『「都市の正義」が地方を壊す 地方創生の隘路を抜けて』PHP新書、2018年
- 『地域学をはじめよう』岩波ジュニア新書、2020年
- 『地域学入門』ちくま新書、2021年

### 共著・共編著・編著
- 『グローバル化時代の日本都市理論』ミネルヴァ書房、2015年
- 『津軽、近代化のダイナミズム』御茶の水書房、2008年
- 『白神学』第1巻〜第3巻、ブナの里白神公社、2011年～2013年
- 『津軽学』（最新は第10号、津軽に学ぶ会）の活動にも参加
- 『人間なき復興 原発避難と国民の「不理解」をめぐって』市村高志・佐藤彰彦共著、明石書店、2013年／ちくま文庫、2016年
- 『地方創生の正体 なぜ地域政策は失敗するのか』筑摩書房、2015年
- 『災害都市の研究―島原市と普賢岳―』九州大学出版会、1998年
- 『震災ボランティアの社会学 ＜ボランティア＝NPO社会＞の可能性』ミネルヴァ書房、2002年
- 『「原発避難」論 避難の実像からセカンドタウン、故郷再生まで』明石書店、2012年
- 『災害ボランティア論入門』弘文堂、2008年

## 論文・寄稿文
- 山下祐介「G. H. ミードの社会改革論」『社会学評論』第45巻第2号、日本社会学会、1994年、221-235頁、doi:10.4057/jsr.45.221、ISSN 0021-5414、NAID 110000226065。
- 山下祐介「コミュニケーションと道徳的秩序--デュルケーム,ミード,ハーバーマス」『哲学年報』第53号、九州大学文学部、1994年3月、167-185頁、ISSN 04928199、NAID 120006732818。
- 山下祐介「倉田和四生著『防災福祉コミュニティー地域福祉と自主防災の統合』」『社会学評論』第51巻第1号、日本社会学会、2000年、164-166頁、doi:10.4057/jsr.51.164、ISSN 0021-5414、NAID 110000226464。
- 山下祐介「自然災害と都市再生:長崎県島原市のコミュニティ分析から」『日本都市社会学会年報』第2000巻第18号、日本都市社会学会、2000年、19-34頁、doi:10.5637/jpasurban1983.2000.19、ISSN 1341-4585、NAID 130004292341。
- 稲月正, 山下祐介「特集「環境の都市社会学」解題」『日本都市社会学会年報』第2004巻第22号、日本都市社会学会、2004年、1-14頁、doi:10.5637/jpasurban1983.2004.1、ISSN 1341-4585、NAID 130004292362。
- 山下祐介, 山口恵子, 蒔苗伸郎「リーダー生成過程としての選挙と地域づくりの展開--青森県A村を事例に」『人文社会論叢 社会科学篇』第13号、弘前大学人文学部、2005年、189-218頁、ISSN 13450255、NAID 110001845269。
- 山下祐介「過疎・限界集落の再生・維持に向けて (特集 ゴージャスでいこう)」『ニューズレター』第26号、青森雇用・社会問題研究所、2008年、48-50頁、NAID 40018989022。
- 山下祐介「鈴木榮太郎『都市社会学原理』結節機関説の導出と青森調査--県内機関、弘前駅、西目屋村の五十年後」『人文社会論叢 人文科学篇』第24号、弘前大学人文学部、2010年、17-58頁、ISSN 13446061、NAID 120002397763。
- 山下祐介「戦後日本社会の世代と移動:－過疎／過密の生成と帰結－」『日本都市社会学会年報』第2010巻第28号、日本都市社会学会、2010年、1-25頁、doi:10.5637/jpasurban.2010.1、ISSN 1341-4585、NAID 130001921844。
- 山下祐介「東北発の復興論:─再生・再建はどこから始まるのか─」『学術の動向』第17巻第10号、日本学術協力財団、2012年、10_66-10_69、doi:10.5363/tits.17.10_66、ISSN 1342-3363、NAID 130003374338。
- 山下祐介「限界集落と原発避難に通じるもの : 富岡町の人々とともに復興を考える」『季刊地域』第10号、農山漁村文化協会、2012年、106-109頁、NAID 40019373775。
- 藤井和佐「山下祐介著『限界集落の真実――過疎の村は消えるか?』」『社会学評論』第64巻第1号、日本社会学会、2013年、143-144頁、doi:10.4057/jsr.64.143、ISSN 0021-5414、NAID 130004688302。
- 山下祐介「原発避難と生活再建 福島第一原発事故をめぐる復興政策・科学・住民自治」『学術の動向』第19巻第4号、日本学術協力財団、2014年、4_66-4_73、doi:10.5363/tits.19.4_66、ISSN 1342-3363、NAID 130004679766。
- 山下祐介「日本の過疎問題の生成と展開:―選択と集中から多様なものの共生へ―」『日本都市社会学会年報』第2015巻第33号、日本都市社会学会、2015年、149-153頁、doi:10.5637/jpasurban.2015.149、ISSN 1341-4585、NAID 130005420932。
- 山下祐介「東日本大震災・福島第一原発事故の復興政策と住民 : コミュニティ災害からの回復と政策」『人文学報』第512号、首都大学東京人文科学研究科、2016年3月、111-138頁、ISSN 0386-8729、NAID 120005768011。
- 山下祐介「新型コロナで都市・地方間の人の流れは変わるのか (特集 新型コロナ時代への適応と地域)」『ガバナンス』第231号、ぎょうせい、2020年7月、23-25頁、ISSN 1346-4248、NAID 40022264933。